# Sukeban
Sukeban (スケバン/女番/スケ番) significa garota delinquente ou garota chefe em japonês, equivalente ao banchō masculino. Um dicionário de gíria japonesa diz que sukeban se refere à líder de uma gangue de garotas ou à gangue em si, e não a qualquer membro dela.
A palavra sukeban era originalmente usada por delinquentes, mas vem sendo utilizada pelo público para descrever a subcultura desde 1972. As sukeban foram formadas como resultado direto da recusa de gangues masculinas em aceitar membros femininos.
O sukeban supostamente apareceu pela primeira vez no Japão durante a década de 1960, apresentando-se como o equivalente feminino às gangues banchō, que eram compostas por homens. Durante a década de 1970, conforme as gangues banchō começaram a desaparecer, as gangues sukeban começaram a aumentar. As gangues eram inicialmente pequenos grupos de garotas roubando cigarros em banheiros de escolas, mas eventualmente cresceram em número e em seu nível de criminalidade. Essas gangues femininas eram comumente associadas à violência e furtos em lojas. As atividades criminosas e a violência das gangues femininas no Japão atingiram um nível tão alto que os esboços usados para identificá-las em panfletos policiais japoneses na década de 1980 descreviam aspectos de sua moda como "presságios de queda".

## Características

### Aparência e outros significantes
Os significantes comuns do sukeban incluem cabelos tingidos ou com permanente coloração brilhante. As membros do sukeban também modificaram seu uniforme escolar usando meias coloridas, dobrando as mangas e alongando a saia, que às vezes era decorada com símbolos afiliados a gangues, kanji e/ou slogans. As saias longas eram uma forma de rejeitar a minissaia, que se tornou popular na década de 1960 durante a revolução sexual. Embora suas saias fossem longas, as sukeban frequentemente cortavam suas camisas para expor seus abdomens. O uso de tênis Converse também eram outra adição, e suas roupas frequentemente tinham modificações feitas à mão, incluindo emblemas e botões. Elas usavam muito pouca maquiagem e ostentavam sobrancelhas finas. Adicionalmente, as sukeban geralmente usavam máscaras cirúrgicas, e muitas vezes carregavam consigo lâminas de barbear, espadas de bambu e correntes, que podiam ser escondidas sob suas saias.
O estilo do sukeban foi interpretado como uma rebelião contra as normas tradicionais de gênero e a objetificação das mulheres, enquanto, mais especificamente, o comprimento de suas saias foi lido como uma reação à revolução sexual.

### Códigos de conduta e atitudes similares
As garotas sukeban seguiam regras e códigos de conduta rígidos dentro de suas gangues. Cada gangue possuía uma hierarquia, bem como seus próprios meios de punição; queimaduras de cigarro eram consideradas uma punição menor por roubar um namorado ou desrespeitar um membro sênior. É relatado que as Sukeban se envolvem em atividades como uso de estimulantes, furtos em lojas, roubos e violência, mas, se forem presas, podem ser acusadas pelo crime menor de "pré-delinquência".

## Em ficção
- Nos anos 1970 e 1980, o sukeban se tornou um personagem popular no mangá seinen.[3] personagens de Sukeban também podem ser vistos nas publicações de mangá shōjo; Sukeban Deka, YajiKita Gakuen Dōchūki e Hana no Asuka-gumi eram três séries populares de shōjo que tinham um elenco predominantemente sukeban.[7]
- Personagens únicos de sukeban interagindo com um elenco mais "normal" também podem ser vistos - no início de seu design de personagem, Makoto Kino, de Sailor Moon, pretendia liderar uma gangue de sukeban,[8] e tanto no mangá quanto no anime, havia cabelos encaracolados e morenos., uma saia comprida de uniforme escolar e uma reputação severa de confronto físico. No entanto, a saia alongada não apareceu em sua fantasia em 2003–2004 Pretty Guardian Sailor Moon.
- No mangá Beelzebub, uma das personagens coadjuvantes, Aoi Kunieda, é a terceira sukeban da gangue de meninas Red Tails. Mais tarde, ela renunciou à sua posição depois de desenvolver subsequentemente uma paixão feminina pelo protagonista da série Tatsumi Oga.
- A série Onidere se concentra na sukeban Saya, que está em um relacionamento romântico secreto com um garoto, enquanto ainda tenta manter a aparência de maior odiadora de homens em sua gangue.
- Em Kimagure Orange Road, acreditava-se que a principal protagonista Madoka Ayukawa era uma ex- sukeban (porque muitas vezes lutava contra delinqüentes altos e bem musculosos e tinha algumas amigas que estavam em gangues), muito temidas na escola, exceto a principal Kyosuke. Kasuga, a outra líder feminina, Hikaru Hiyama, as irmãs de Kyousuke, Manami e Kurumi, e um garoto chamado Yusaku Hino.
- O jogo Project Justice tem uma sukeban chamada Aoi "Zaki" Himezaki como personagem jogável, em parceria com a veterana da Rival Schools Akira Kazama e Yurika Kirishima que, sem o conhecimento delas, é a principal irmã do antagonista, ajudando a avançar seus planos.
- Em Detetive Conan, a esposa do inspetor Juzo Megure, Midori, costumava ser uma sukeban em sua juventude 20 anos antes do início da história principal. Naquela época, várias garotas sukeban foram atacadas por um serial killer, e ela tentou levá-lo à justiça com a ajuda da polícia, especialmente a oficial Megure. Elas foram alvejadas e gravemente feridas pelo culpado e, como conseqüência, ambas estavam fisicamente cicatrizadas.
- Em Fruits Basket, Arisa Uotani é uma sukeban que protege Tohru Honda do clube Yuki. Ela também olhou para a mãe de Tohru, Kyoko, que era um ex-líder de gangue conhecida como "The Red Butterfly" antes de sair para começar uma família.
- Em Ookami-san para Shichinin no Nakama-tachi, a jovem amikami é uma ex- sukeban.
- Em Tenjou Tenge, Maya.
- Em Ikkitousen, Kanu.
- Em Gokusen',' Kumiko.
- No City Hunter, Sayaka no volume 2 do mangá.
- Em Nekketsu Kōha Kunio-kun, o videogame: Misuzu.
- Na High School! Kimengumi, a gangue de meninas.
- No mangá Sukeban Arashi, o personagem principal confronta uma gangue de sukeban com todo o bancho recrutado por um clã Yakuza.
- No episódio 7 de New Cutey Honey, o personagem principal encontra uma gangue de sukeban .
- No videogame Shenmue, o herói luta contra sukeban .
- Na série de videogames de Kunio-kun, o herói luta contra Misuzu, uma líder gigante do sukeban local da Academia Taiyō.
- No anime Inazuma Eleven GO: Galaxy Episode 24, Mizukawa Minori foi declarado por Potomuri e Kusaka Ryuuji (Kageyama Reiji) como uma sukeban.
- Em Oresama Teacher, a protagonista, Mafuyu Kurosaki é uma ex-sukeban.
- No mangá Confidential Confessions um grupo de meninas que praticam extorsão.
- No anime Hell Girl Aya Kuroda intimida e extorque Mayumi Hashimoto junto com dois de seus subordinados.
- No anime Girls und Panzer, os membros da equipe Shark são sukeban
- No anime Zombie Land Saga, o personagem Saki é um ex- sukeban
- No anime “Kill la Kill”, a protagonista Ryuuko Matoi é retratada como um delinquente, sendo modelado especificamente na personagem titular de Sukeban Deka.

## No filme
O diretor de cinema rosa Norifumi Suzuki fez os primeiros filmes da série Girl Boss (Sukeban), de sete filmes. Ele também iniciou a série de quatro filmes Terrifying Girls 'High School (1971-1972), com personagens sukeban . Ambas as séries apresentaram atrizes violentas proeminentes Pinky Reiko Ike e Miki Sugimoto.
Em 6 de dezembro de 2005, a empresa Panik House lançou uma coleção de DVDs na região 1 com quatro discos, pesquisando filmes de Sukeban intitulados The Pinky Violence Collection.
Alguns filmes de sukeban notáveis incluem:
- Girl Boss Guerilla (1972, dir.: Norifumi Suzuki; elenco: Miki Sugimoto, Reiko Ike)
- Terrifying Girls' High School: Lynch Law Classroom (1973, dir.: Norifumi Suzuki; elenco: Miki Sugimoto, Reiko Ike)
- Chimamire Sukeban Chainsaw (2016, dir.: Hiroki Yamaguchi; elenco: Rio Uchida, Seira Satō, Yūki Tamaki, Mari Yamachi, Seijiro Nakamura)
- Battle Royale II: Requiem (2003, dir.: Kenta Fukasaku, Kinji Fukasaku; elenco: Tatsuya Fujiwara, Ai Maeda, Shugo Oshinari)
- Delinquent girl boss: Worthless To Confess
- Shura no hana
- Schoolgirl Violence Classroom
- Kamikaze Girls (Shimotsuma monogatari, 2004), adaptada do livro com o mesmo título: Ichigo "Ichiko" Shirayuki desenvolve sentimentos por Akimi (e/ou o noivo de Akimi), o sukeban de sua gangue. Akimi finalmente deixa a gangue e, sem um sukeban, os rabos de cavalo ficam sem direção, culminando em uma luta massiva e multigangue. Ichigo também admite criar um sukeban de fantasia, chamado Himiko, presumivelmente em homenagem à lendária rainha Yamataikoku.